# Julia Lipnická
Julia Lipnická (rusky Ю́лия Вячесла́вовна Липни́цкая) (* 5. června 1998, Jekatěrinburg, Rusko) je bývalá ruská krasobruslařka. Je juniorskou mistryní světa (2012), mistryní Evropy (2014) a olympijskou vítězkou v týmové soutěži na Zimních olympijských hrách 2014. V roce 2017 oznámila ukončení své kariéry a přiznala, že trpí anorexií.